# 谈胜利
谈胜利（1963年—），男，湖北大悟人，中国数学家，华东师范大学数学科学学院院长、教授、博士生导师，教育部第二批长江学者特聘教授。研究方向是代数几何，特别是代数曲面理论。

## 生平
1984年本科毕业于湖北大学数学系后，做孝感学院数学系任教，1989年和1991年先后获华东师范大学数学系硕士学位、博士学位，获第三届钟家庆数学奖。
博士毕业后留校任教至今。

## 学术贡献
证明“Serge Lang猜想”等多个学术猜想。

## 奖项和荣誉
1998获国务院政府特殊津贴。获教育部“科学技术进步奖二等奖”等。

## 学术活动
曾前往德国、意大利、美国、日本、以色列、香港等多个国家和地区进行学术访问。